# Газопроводи ГПЗ Наїп
Газопроводи ГПЗ Наїп – система газопроводів, яка забезпечує роботу туркменського газопереробного заводу Наїп.
В 1970-х роках на північному сході пустелі Каракуми почалась розробка Наїпської групи газоконденсатних родовищ. Першим в 1972-му ввели в експлуатацію родовище Наїп, за яким настала черга Північного Балгуї (1976), Кірпічлі (1978) та Беурдешик (1980,). Для видачі блакитного палива до газотранспортної системи спорудили ділянки Беурдешик – Кірпічлі (довжина 83 км, діаметр 720 мм), Кірпічлі – Північне Балгуї – Наїп (довжина 91 км, діаметр 1020 мм) та двониткову Наїп – пункт під’єднання до І-ІІ ниток системи Середня Азія – Центр (довжина біля чотирьох десятків кілометрів, діаметр 1020 мм). 
В 1998-му почав роботу газопереробний завод Наїп, який створили з метою більш раціонального використання гомологів метану, що у значних обсягах наявні в продукції родовищ Наїпської групи. Поставки ресурсу на ГПЗ забезпечують як згадані вище родовища, так і нові джерела, наприклад:
- в 2005-му ввели в розробку родовище Газлидепе, видачу продукції якого організували до розташованої за чотири десятки кілометрів установки підготовки на Північному Балгуї;
- у 2009-му до Наїп проклали газопровід довжиною 16 км від родовища Ізмаїл;
- у 2012-му запустили газопровід завдовжки 45 км між родовищем Кервен та установкою підготовки Північного Балгуї, при цьому до Кервен під’єднали розташоване за два з половиною десятки кілометрів на схід родовище Бабаараб.